# Stora Ringtjärnen (Bollebygds socken, Västergötland)
Stora Ringtjärnen är en sjö i Bollebygds kommun i Västergötland och ingår i Viskans huvudavrinningsområde.